# Marktplatz (Stuttgart)
Der Stuttgarter Marktplatz liegt in Stuttgart-Mitte unmittelbar vor dem Stuttgarter Rathaus. Seine Ursprünge gehen bis auf das Jahr 1304 zurück. Bis zur Zerstörung im Zweiten Weltkrieg galt er als das Zentrum der historischen Stuttgarter Altstadt, allerdings wurde danach fast keines der historischen Gebäude am Marktplatz wiederaufgebaut (außer Schuhhaus Bletzinger am Markt 14), was schon in den 1950er-Jahren kritisiert wurde.

## Geographie

### Lage und Umgebung
Der Marktplatz liegt unmittelbar vor dem Stuttgarter Rathaus, direkt am Marktplatz liegt der Flagship-Store des Kaufhauses Breuninger. Er bildet nach dem Schloßplatz und dem Schillerplatz einen der zentralsten Plätze in der Stuttgarter Innenstadt.
Über die Hirschstraße ist der Marktplatz mit dem Pierre-Pflimlin-Platz und der Eberhardstraße verbunden. Die Schulstraße verbindet den Marktplatz mit der Königstraße und die Kirchstraße führt zur Stiftskirche, dem Schillerplatz, dem Alten Schloss und weiter zum Schloßplatz, während die Bärenstraße zur parallel verlaufenden Sporerstraße und dem Sporerplatz führt. Über die Münzstraße gelangt man zum Karlsplatz und zum Stauffenbergplatz, ferner auch zum Neuen Schloss. Die Marktstraße führt zur Hauptstätter Straße, zur Karlspassage und zur Stadtbahnhaltestelle Rathaus, genauso, wie die Rathauspassage, über die man auch zur Eberhardstraße und zum Töpferplatz gelangt. Ein Durchgang in der vorderen Rathausfassade führt zu Eichstraße und weiter zu Nadler- und Steinstraße.

### Verkehrsanbindung
Der Marktplatz ist über die Haltestelle Rathaus an das ÖPNV-Netz des VVS angebunden. Sie wird von verschiedenen Stadtbahn- und Stadtbuslinien angefahren.

## Geschichte

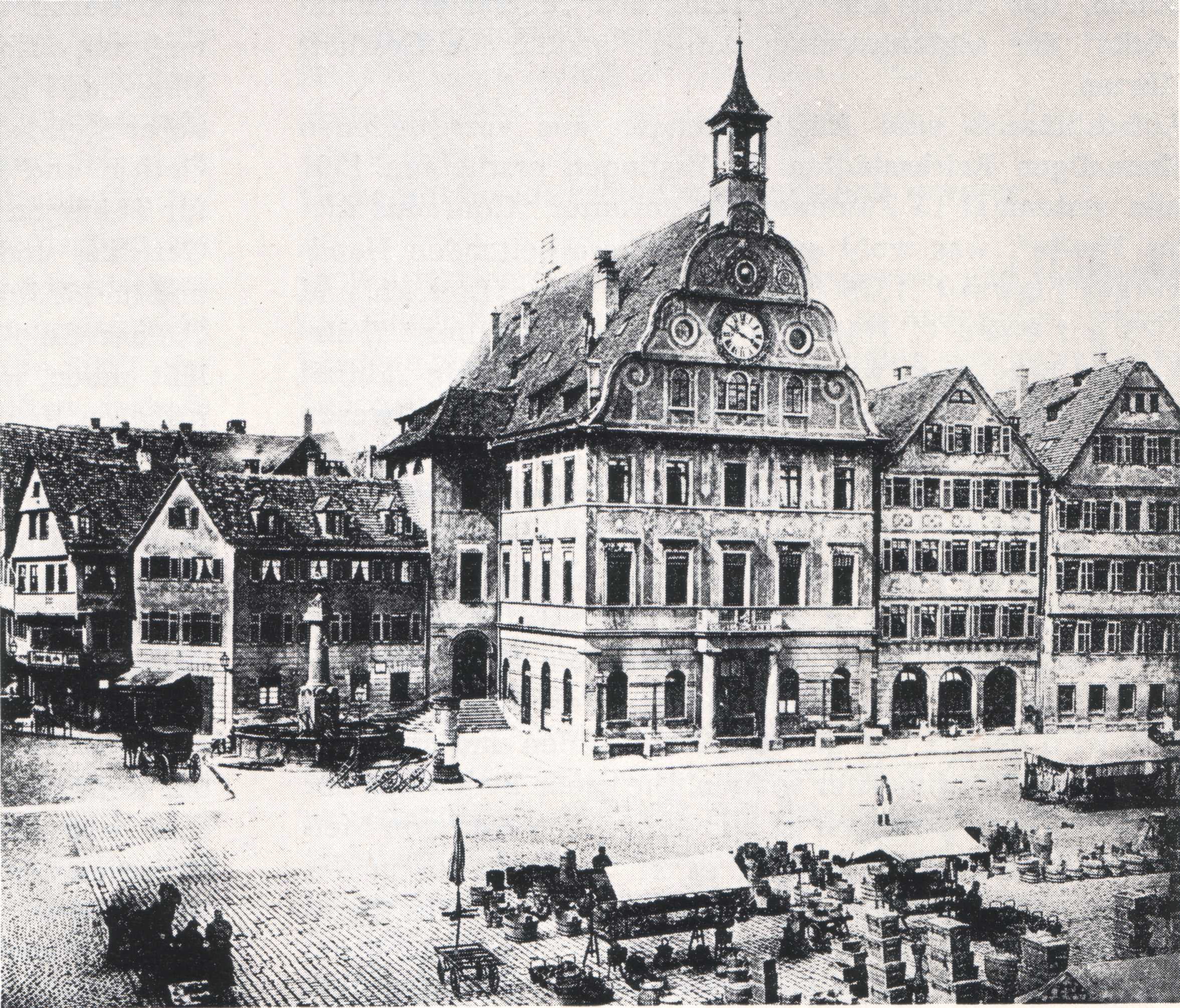
Das Alte Rathaus von 1459

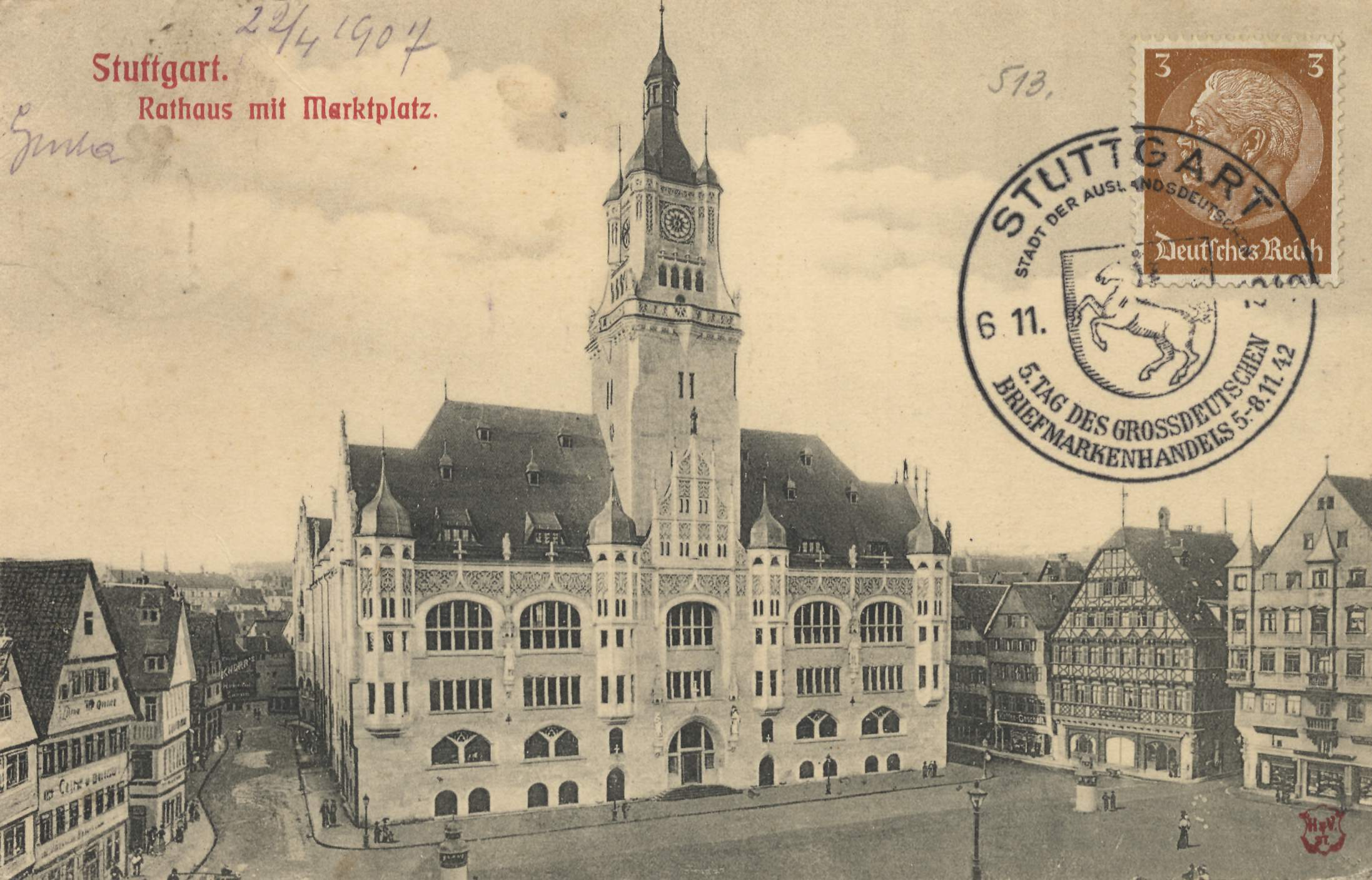
Das Neue Rathaus von 1905

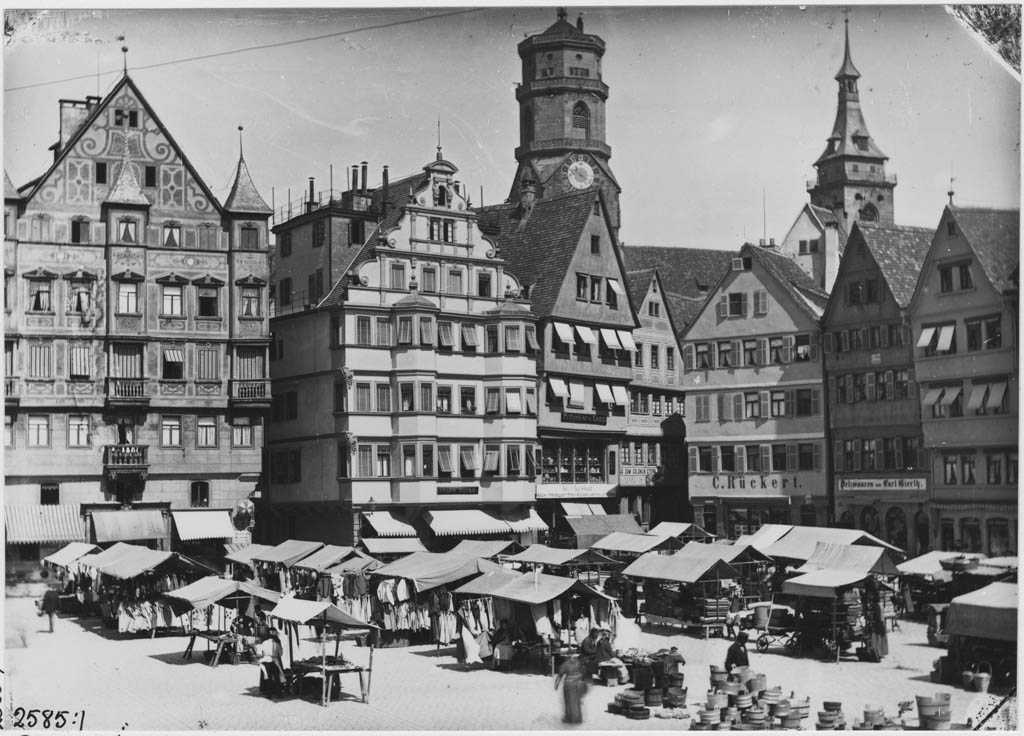
Der Marktplatz mit historischen Häusern (1881)

### Ursprünge
Die Ursprünge des Marktes gehen auf 1304 zurück, damals wurde der zentrale Markt in Stuttgart auf dem gleichnamigen Marktplatz gegründet. Der Marktplatz selbst wurde bereits 1290 als bürgerliches Zentrum der Stadt urkundlich erwähnt. Markt fand immer dienstags und samstags statt, seit 1775 ist der Donnerstag als Markttag hinzugekommen.
Der Marktplatz ist immer der Ort gewesen, an dem die verschiedenen Stuttgarter Rathäuser standen. Zum ersten Rathaus erteilte vor über 500 Jahren am 30. November 1456 Herzog Ulrich die Erlaubnis, vor allem ging es um das Recht der Stadt Steuern zu erheben und „Zum besseren Ansehen des Marktes und zur Notdurft der Stadt“. Es entstand am Marktplatz 5, heute Buchhandlung Osiander, und stand bis 1899. 1905 errichtete man an der Stelle des heutigen Rathauses das Neue Rathaus im Stil der flämischen Gotik.

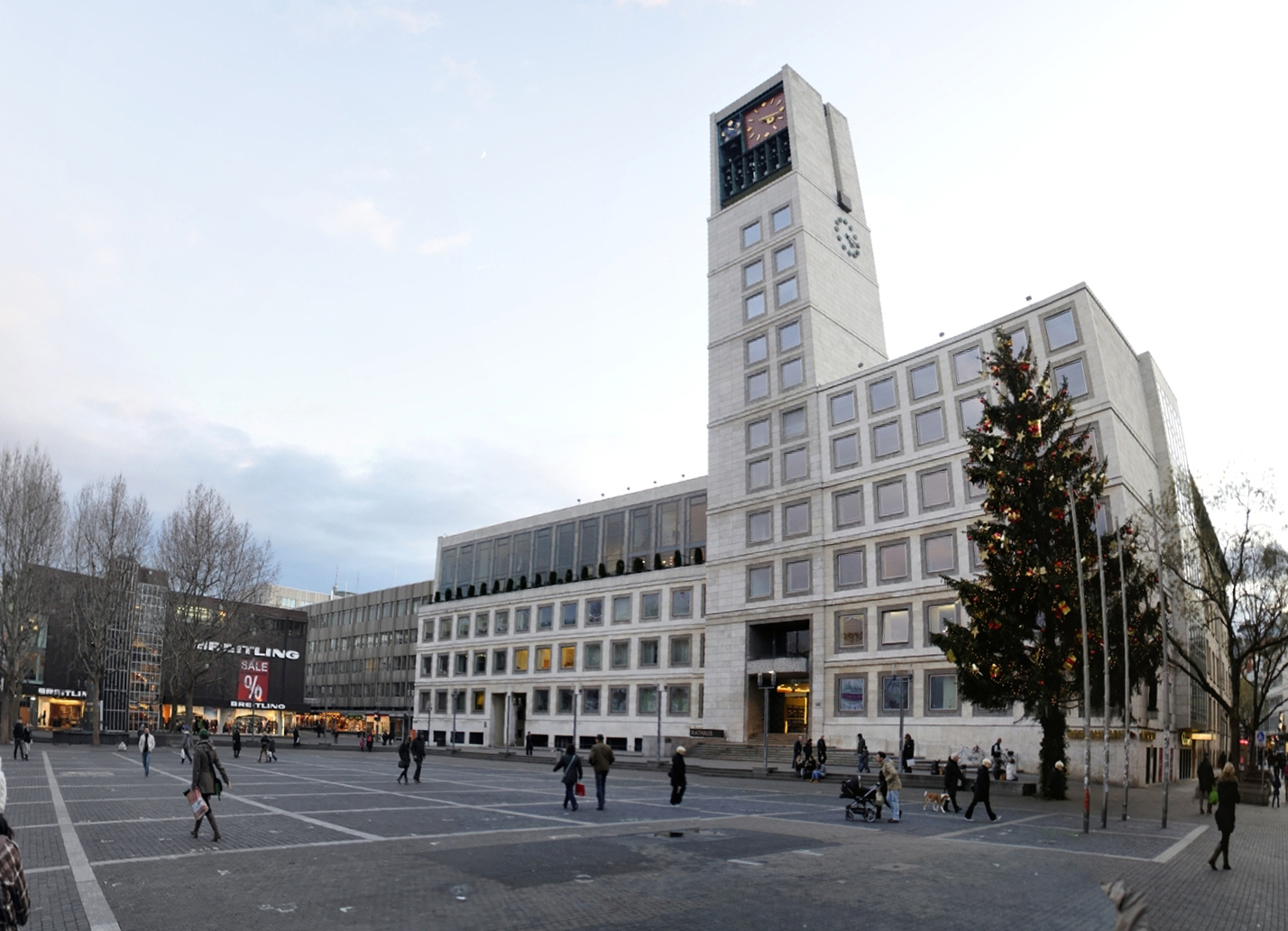
Das heutige Rathaus von 1956 (2012)

### Nach dem Zweiten Weltkrieg
Nach der Zerstörung im Zweiten Weltkrieg wurde nach dem Willen des Oberbürgermeisters Arnulf Klett fast keines der historischen Gebäude am Marktplatz wiederaufgebaut, was schon in den 1950er-Jahren kritisiert wurde. Saniert wurde lediglich das komplett ausgebrannte Schuhhaus Bletzinger. Die Architekten der Nachkriegszeit haben sich beim Wiederaufbau an den früheren Grundrissen der Häuser am Marktplatz orientiert. In den horizontalen Elementen der Fassaden und in der Farbgebung sollte das Kleinteilige der früheren Gebäude nochmals anklingen und durch strukturelle und farbliche Aufteilung der Fassaden entsprechend der alten Parzellengrößen sollten die mittelalterlichen Gebäudebreiten in die Neubebauung einfließen.
Das ebenfalls zerstörte Neue Rathaus wurde, bis auf die Seitenflügel, abgebrochen, der vordere Marktplatzflügel wurde von 1953 bis 1956 durch einen moderneren Neubau der Stuttgarter Architekten Hans Paul Schmohl und Paul Stohrer ersetzt.
1974 wurde der Marktplatz umgestaltet, bis dahin diente er als Parkplatz, damals kam auch der Marktbrunnen vom Wilhelmsplatz zurück auf den Marktplatz. Damals bekam der Marktplatz einen dunkelgrauen Kassettenbelag, der insbesondere zur Gliederung der Marktstände vorgesehen war.
Das Gebäude des ehemaligen Herrenausstatters Breitling soll für 10,5 Millionen Euro in ein „Haus des Tourismus“ umgebaut werden. Die Stuttgart-Marketing GmbH plant an dieser Stelle eine zentrale Anlaufstelle für touristische Aktivitäten, sowohl für Einheimische als auch für Gäste.

### Umgestaltung bis 2024

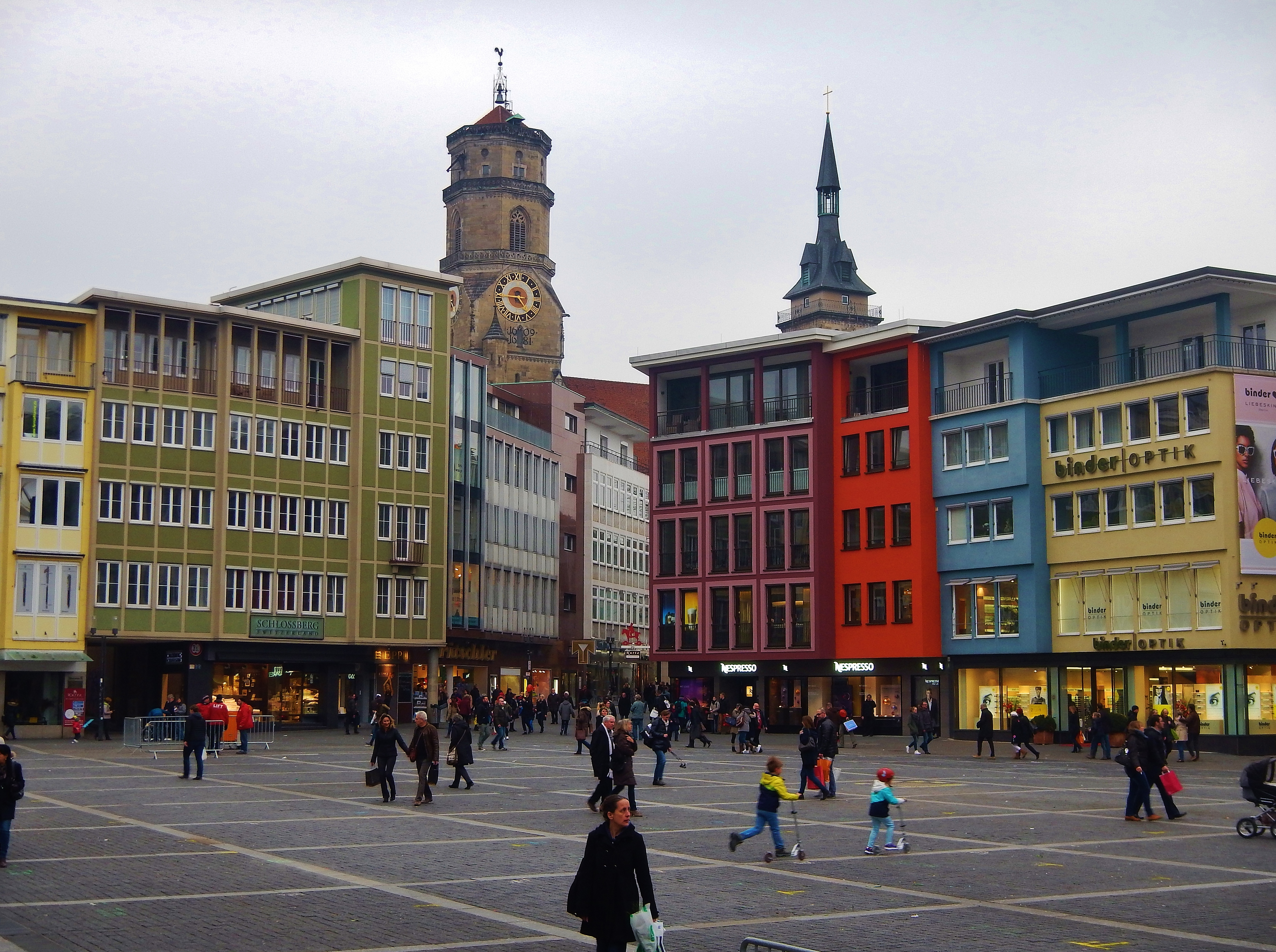
Der Marktplatz mit dem alten Kassettenbelag vor der Umgestaltung (2015)

2020–2024 wurde der Marktplatz grundlegend umgestaltet.
Die sichtbarsten Neuerungen waren hellere Bodenbeläge (beige-gelblicher Granit), ein Trinkbrunnen und ein großes Fontänenfeld (Wasserspiele) mit 36 beleuchteten Fontänen. Außerdem wurde der Marktbrunnen saniert, restauriert und auf Platzniveau gebracht. Die Stufen hin zum Rathaus wurden ebenfalls umgestaltet und mit Sitzflächen ausgestattet; die Platzfläche wurde barrierefrei.
Ursprünglich war auch die Neupflanzung von Bäumen entlang der Treppe zum Rathaus geplant, was zwischenzeitlich aber wieder verworfen wurde. Anfang Juni 2022 wurden nach einer andauernden Debatte stattdessen fünf neue Baumpflanzkübel mit persischen Eisenholzbäumen am Fontänenfeld aufgestellt. Eine direkte Einpflanzung von Bäumen im Platzbereich ist einerseits wegen des Platzbedürfnisses des Wochenmarktes und anderer Veranstaltungen und andererseits aufgrund der unter dem Platz befindlichen Bunkeranlage nicht bzw. nur mit hohen Kosten möglich.
Im November 2021 wurde zentrale Fläche bereits fertiggestellt und freigegeben, im April 2022 folgte das Fontänenfeld. Am 28. August 2024 wurde der angehobene Marktbrunnen wiedereröffnet und damit die Arbeiten abgeschlossen. Die Umgestaltung sollte rund 12,58 Millionen Euro kosten.
Im Zuge der Marktplatzsanierung wurden auch die Münz‐ und Marktstraße neu gestaltet.

## Nutzung

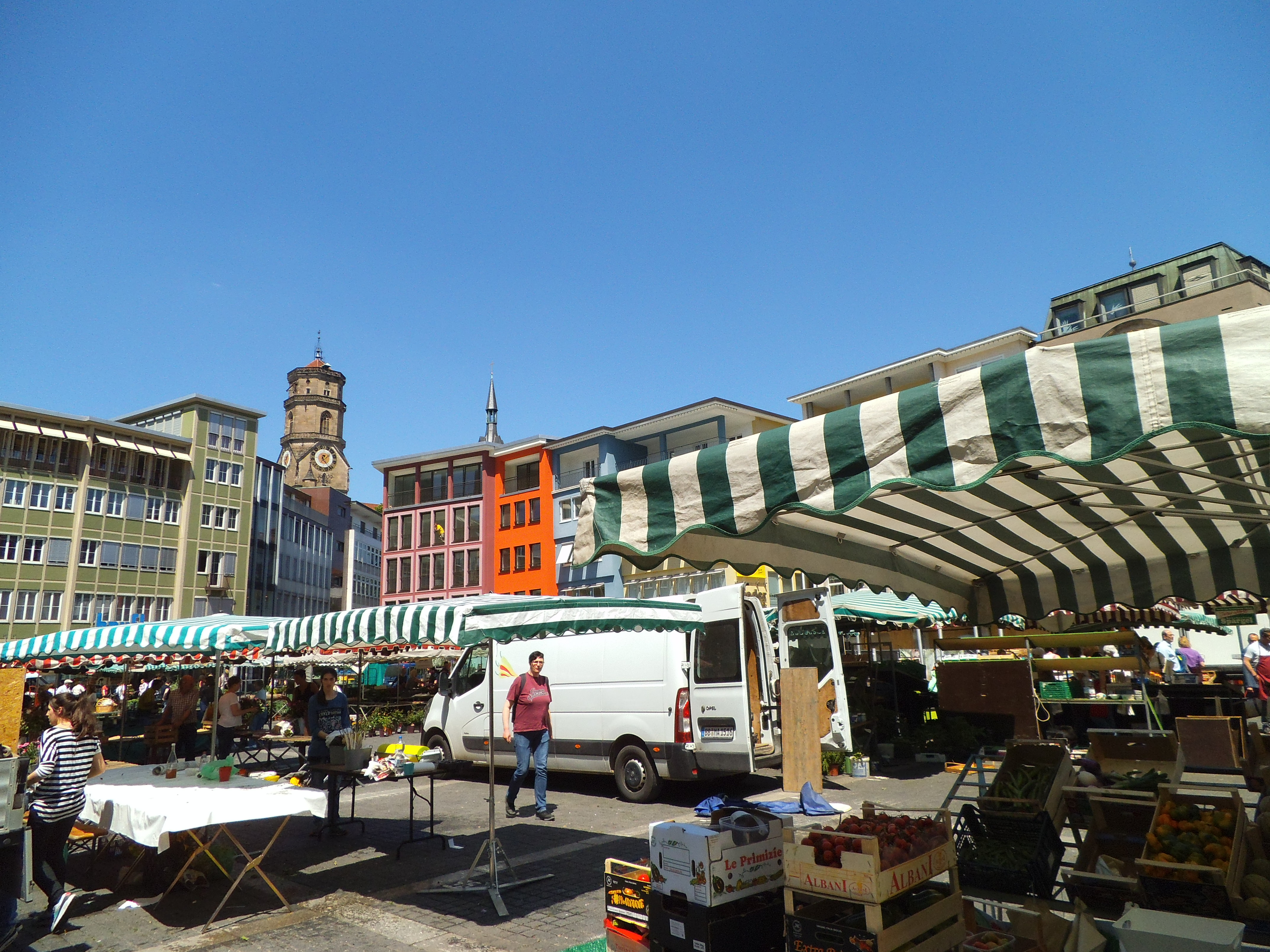
Der Marktplatz während des Wochenmarktes

### Alltag
Auf dem Platz findet jeden Dienstag, Donnerstag und Samstag jeweils vormittags der Wochenmarkt, ein reiner Erzeugermarkt, statt.

### Veranstaltungen
Alljährlich werden mehrere Veranstaltungen auf dem Marktplatz ausgerichtet. Einige davon ziehen sich bis zum Schillerplatz und durch die Kirchstraße, die beide Plätze verbindet.
Dies gilt zum Beispiel für das Stuttgarter Weindorf, das im Spätsommer vor allem die Württemberger Weine und die regionalen Spezialitäten zur Geltung bringt. In der ganzen Adventszeit folgt der Stuttgarter Weihnachtsmarkt, er gilt als einer der größten in Europa.
Immer am letzten Juliwochenende wird auf Markt- und Schillerplatz die große Hocketse zum Christopher Street Day Stuttgart mit Live-Musik und Open-Air-Disco gefeiert.
Ebenfalls im Hochsommer findet das Festival der Kulturen auf dem Marktplatz statt. Außerdem soll künftig auch das neue „Stadtfest“ als Nachfolger des Stuttgarter Sommerfests auf dem Marktplatz stattfinden.

## Platzgestaltung
Seit der Umgestaltung liegt auf dem Marktplatz ein beige-gelblicher Granit als Bodenbelag, auf der Innenfläche liegen größere Platten, als in den Randbereichen. Im nördlichen Bereich des Platzes befinden sich seitdem ein 25 Meter langes, belagsbündiges Fontänenfeld mit 36 beleuchteten Wasserfontänen und sechs davorliegende Sitzbänke. Zum Rathaus hin führt eine langgezogene Treppe aus dunkelgrauem Naturstein (Diorit), die abschnittsweise durch eine Sitzkante unterbrochen ist. Entlang dieser Treppe sind Lichtstelen angeordnet. Im südlichen Bereich befindet sich ein Platanen-Karree, in dessen Zentrum der Marktbrunnen steht, an den acht Bäumen liegen jeweils Sitzbänke. Zwischen der Treppe zum Rathaus und dem Fontänenfeld sowie neben dem Platanen-Karree befindet sich jeweils ein belagsbündiger, verdeckelter Eingang zum Marktplatzbunker. Der gesamte Platz ist als Fußgängerzone ausgeführt.

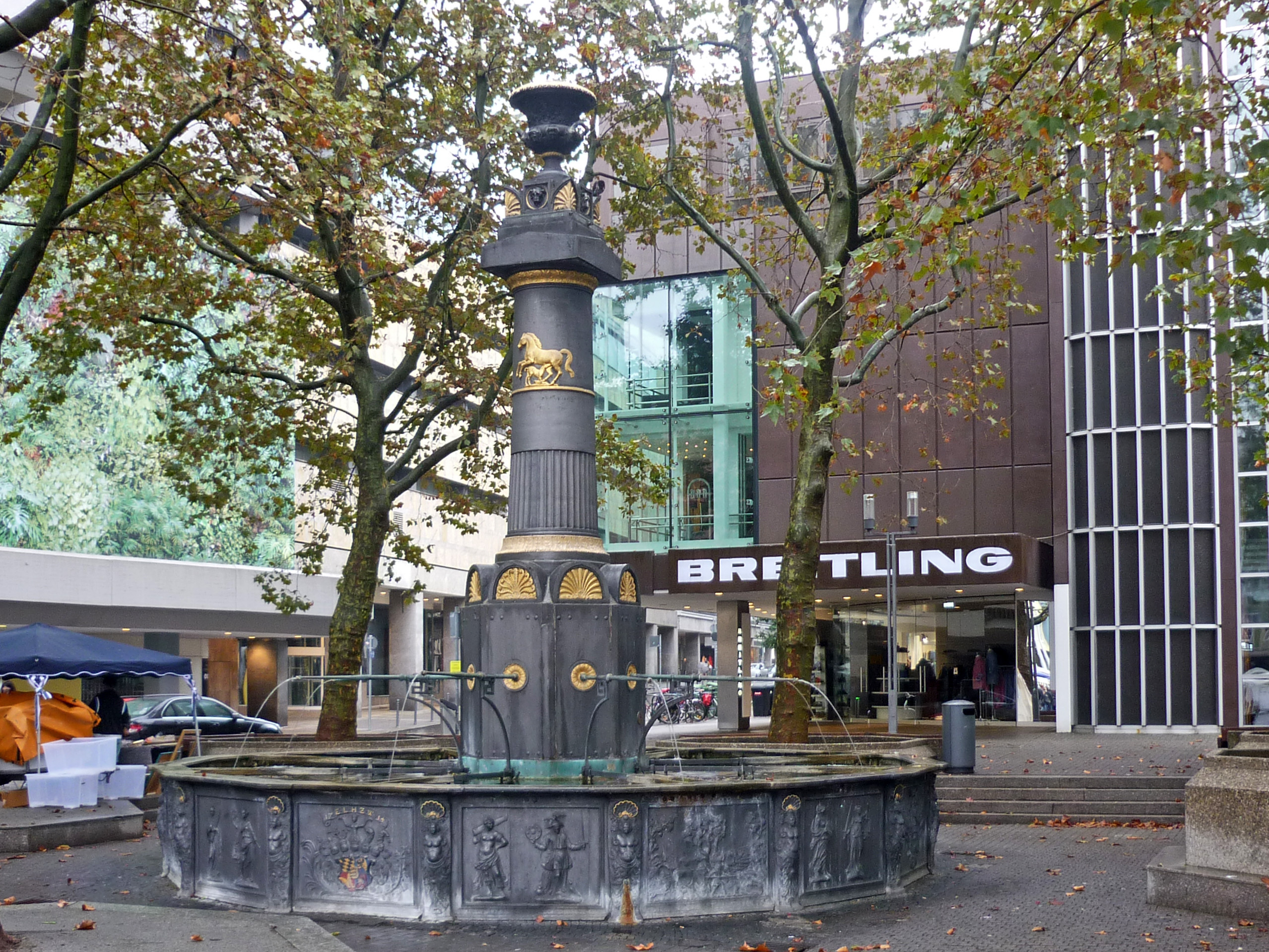
Der Marktbrunnen vor seiner Restaurierung (2016)

### Marktbrunnen
Der Marktbrunnen wurde in seiner heutigen Form 1714 für Herzog Eberhard Ludwig erbaut, dessen Initialen ihn auch schmücken. Ursprünglich wurde er für den Schillerplatz gestaltet, wo er bis 1804 stand. Zwischenzeitlich wurde er auf den Wilhelmsplatz verlegt, kam aber zur Umgestaltung 1975 wieder zurück auf den Marktplatz. Die Trogplatten zeigen Jagdszenen und Kriegslager. Im Zuge der Umgestaltung seit 2020 wird der Marktbrunnen saniert, restauriert und auf Platzniveau gebracht.

### Weltkriegs-Bunker

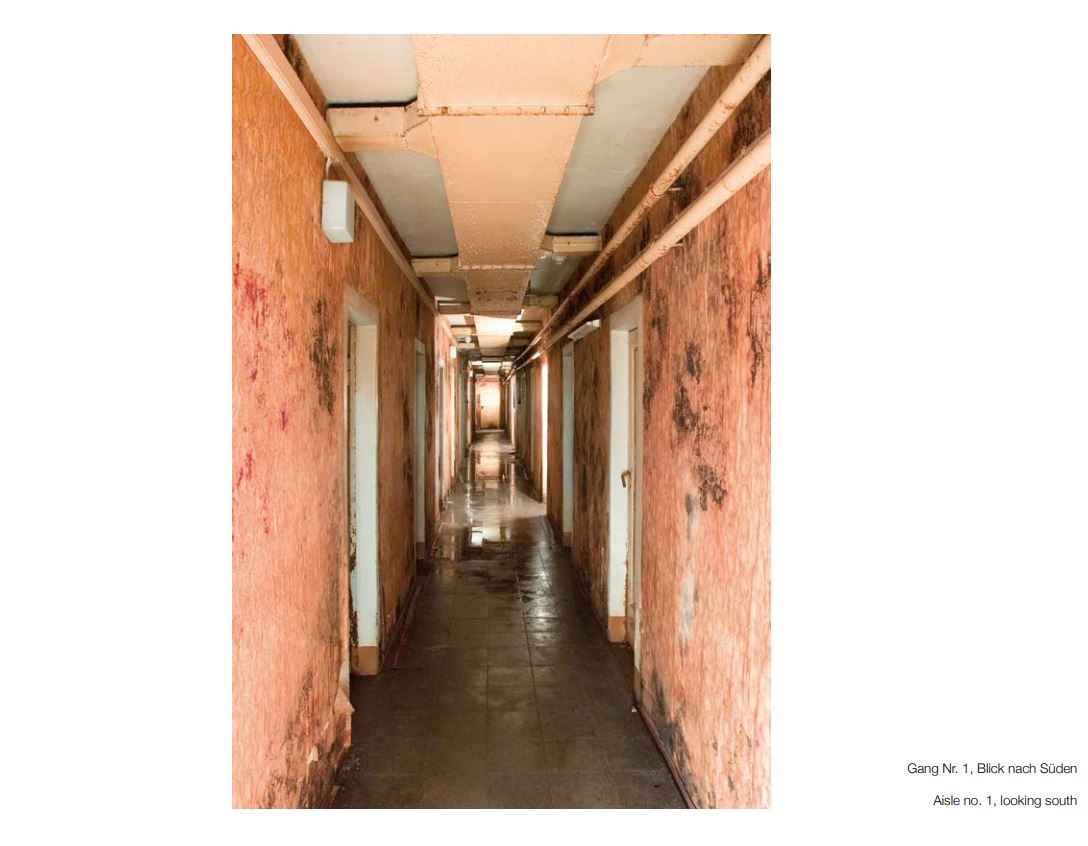
Der Marktplatzbunker von innen (2021)

1940 wurde unter dem Marktplatz ein Bunker mit 5400 Liegeplätzen angelegt. Beim Bau wurden Fundamente der mittelalterlichen Bebauung freigelegt, die im 15. Jahrhundert bei einer Vergrößerung des Platzes abgerissen worden war.
Ein Kuriosum ist das Bunkerhotel, das von 1945 bis 1985 unter dem Stuttgarter Marktplatz existierte. Dieses Hotel hatte die übliche Ausstattung, aber nur Lüftungsschächte statt Fenster. Aus der ehemaligen Bunkeranlage entstand ein günstiges Hotel mit 100 Betten (anfangs Feldbetten). Die Räume existieren noch heute, sind aber verfallen und von Schimmel befallen. Das Bunkerhotel kann i. d. R. einmal im Jahr im Rahmen der Langen Nacht der Museen besichtigt werden. Bis 1997 waren zwei Glashäuschen als Zugänge auf dem Marktplatz zu finden, mittlerweile sind die Eingänge bündig verdeckelt.
Der Auktionator Franz Eppli initiierte 1995 einen Architektenwettbewerb, um den Bunker der Öffentlichkeit zugänglich zu machen und den Marktplatz neu zu gestalten. Der Siegerentwurf von Neugebauer + Roesch Architekten – ein multifunktionales Glasprisma als Eingangspavillon zu unterirdischen Läden – wurde nicht realisiert.